# Коптевский бульвар
Ко́птевский бульва́р — бульвар на севере Москвы в районе Коптево между Большой Академической и Коптевской улицами.

## История
Назван в 1964 году по бывшей деревне Старое Коптево.  Деревня Коптево впервые упоминается в документе 1595 года как пустошь Коптево. Название, от неканонического имени Копоть или фамилии Коптев (известны в XV—XVI веках). В 1770—1810-х годах более употребительным было название Георгиевское (Егорьевское) по имени владельца (до 1786 года) — грузинского царевича Георгия Вахтанговича. В конце XIX века деревня Коптево разделяется на Старое Коптево и Новое Коптево. С 1917 года деревня вошла в черту Москвы.

## Описание
Коптевский бульвар начинается от Большой Академической улицы напротив западной оконечности Большого Садового пруда, проходит на северо-запад, пересекает бульвар Матроса Железняка и Соболевский проезд, выходит на Коптевскую улицу напротив Фармацевтического проезда.
Транспорт: автобус 114.

## Здания и сооружения
По нечётной стороне:
- д. 5 — родильный дом №27 Северного адм. округа; Центр перинатальной диагностики; редакция журнала «Перинатальная диагностика»

По чётной стороне:
- д. 8 — детский сад № 2012
- д. 18/1 - детская городская поликлиника №76

В начале бульвара находится Георгиевская церковь.

## Строительство
Коптевский бульвар примыкает к Большой Академической улице, которая станет составной частью одной из крупнейших московских трасс - Северо-Западной хорды.
На перекрёстке Большой Академической улицы и Коптевского бульвара будет построен внеуличный пешеходный переход.

## Фотогалерея

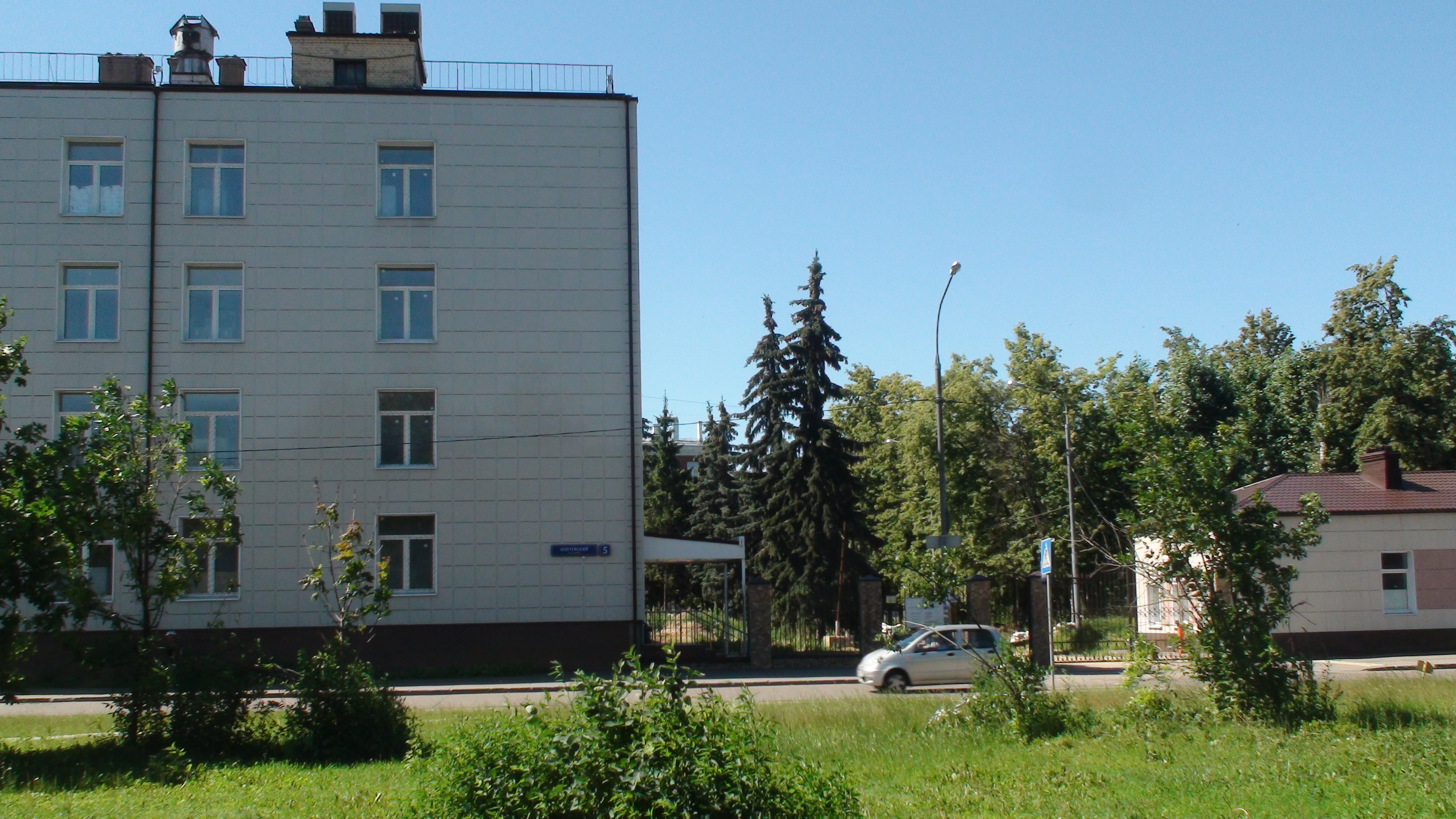
г. Москва, Коптевский бульвар
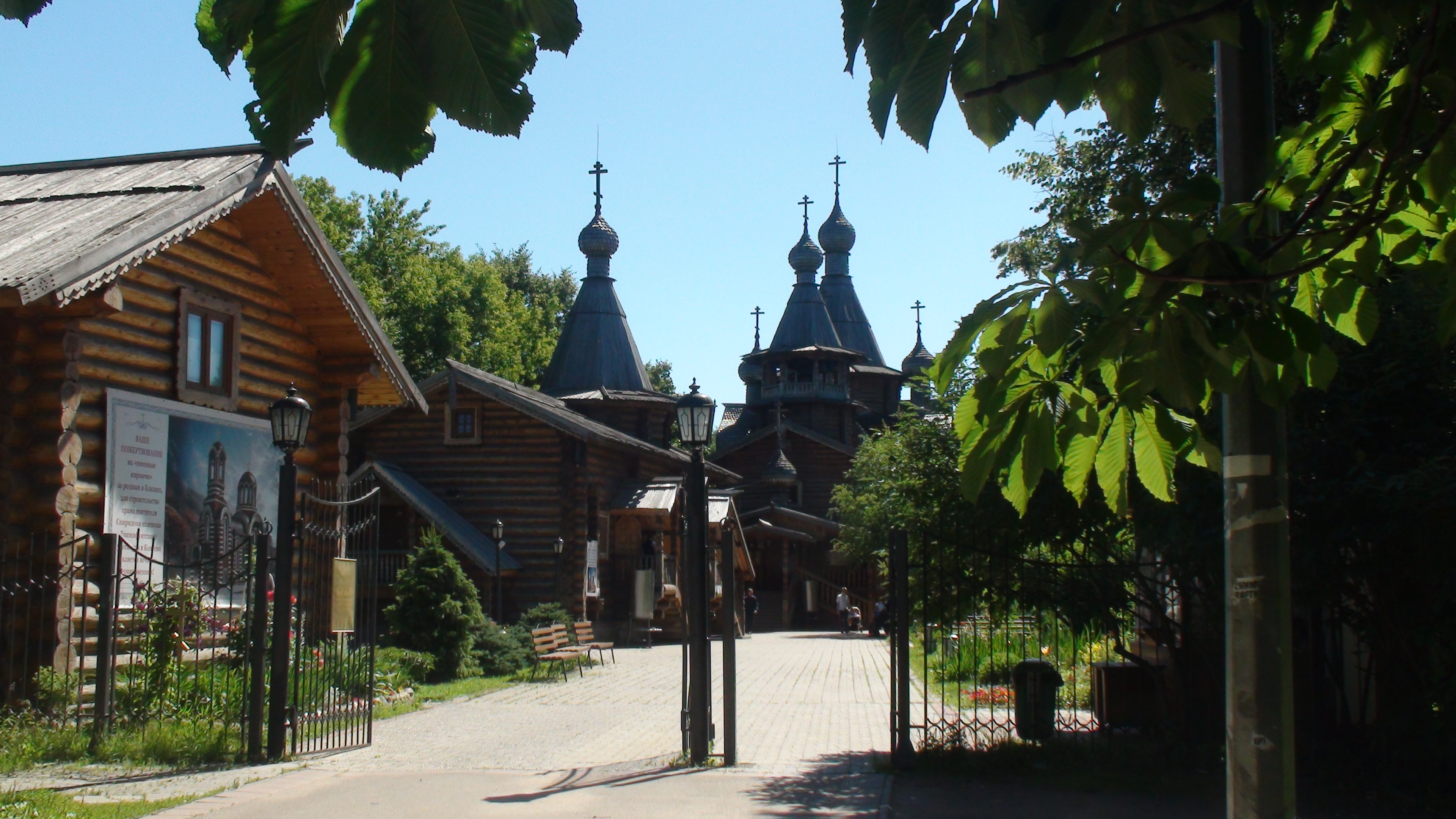
г. Москва, Коптевский бульвар Георгиевский храм
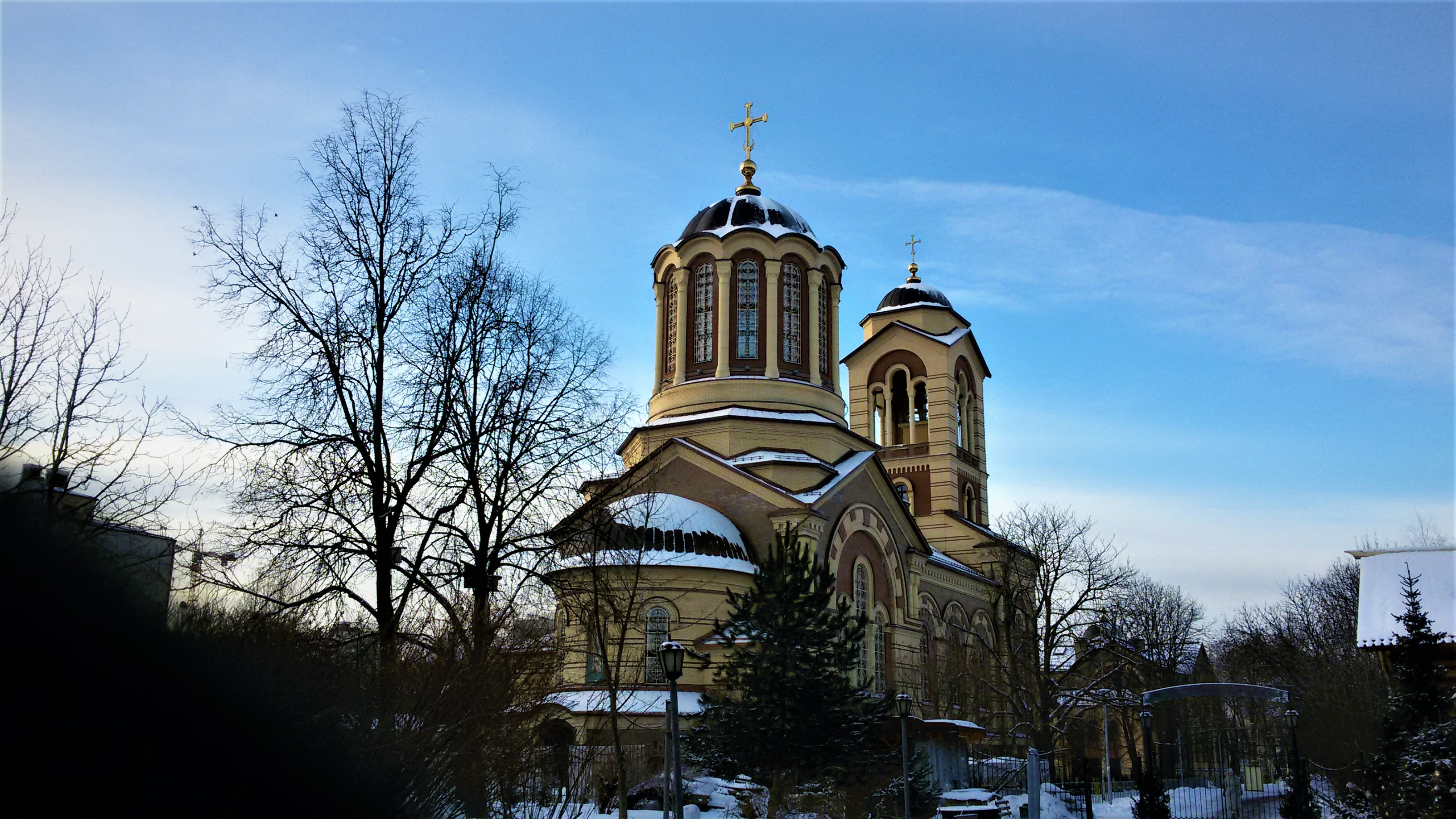
г. Москва, Коптевский бульвар